# Кушнір Андрій Васильович
Кушнір Андрій Васильович (нар. 30 серпня 1947 р.) — американський художник образотворчого мистецтва. Він відомий своїми пейзажами, виглядом на місто, морськими пейзажами, портретами та натюрмортами, а також власним стилем. Мешканець штату Меріленд, США, зі студією у Вашингтоні.

## Біографія та кар'єра
Андрій Кушнір народився в Регенсбурзі, Німеччина, у 1947 р. Він є українцем за походженням, його батьки іммігрували до Сполучених Штатів, щоб уникнути репресій комуністичного режиму Радянського Союзу.
Він почав писати олією/олійними фарбами в 1980 році й швидко прогресував, щоб малювати пейзажі технікою пленер (фр. en plein air — відкрите повітря). Юний художник був самоуком, але водночас навчався з художниками Майклом Френсісом і Мішель Мартін Тейлор.
Він розробив свій власний стиль — натуралістичний реалізм, і працював, в основному, просто неба, в будь-яку пору року і незалежно від погоди.
У 1980-х, його твори були показані на площі експонатів у Вашингтоні.
У 1990-ті роки, Кушнір став показувати свою роботу на національному рівні. Він був обраний «Signature Member of the National Oil and Acrylic Painters Society» членом Клубу Салмагунді, Нью-Йорк, товариством художників-пейзажистів Вашингтону, і був обраний в журі «Official U.S. Coast Guard Artist».

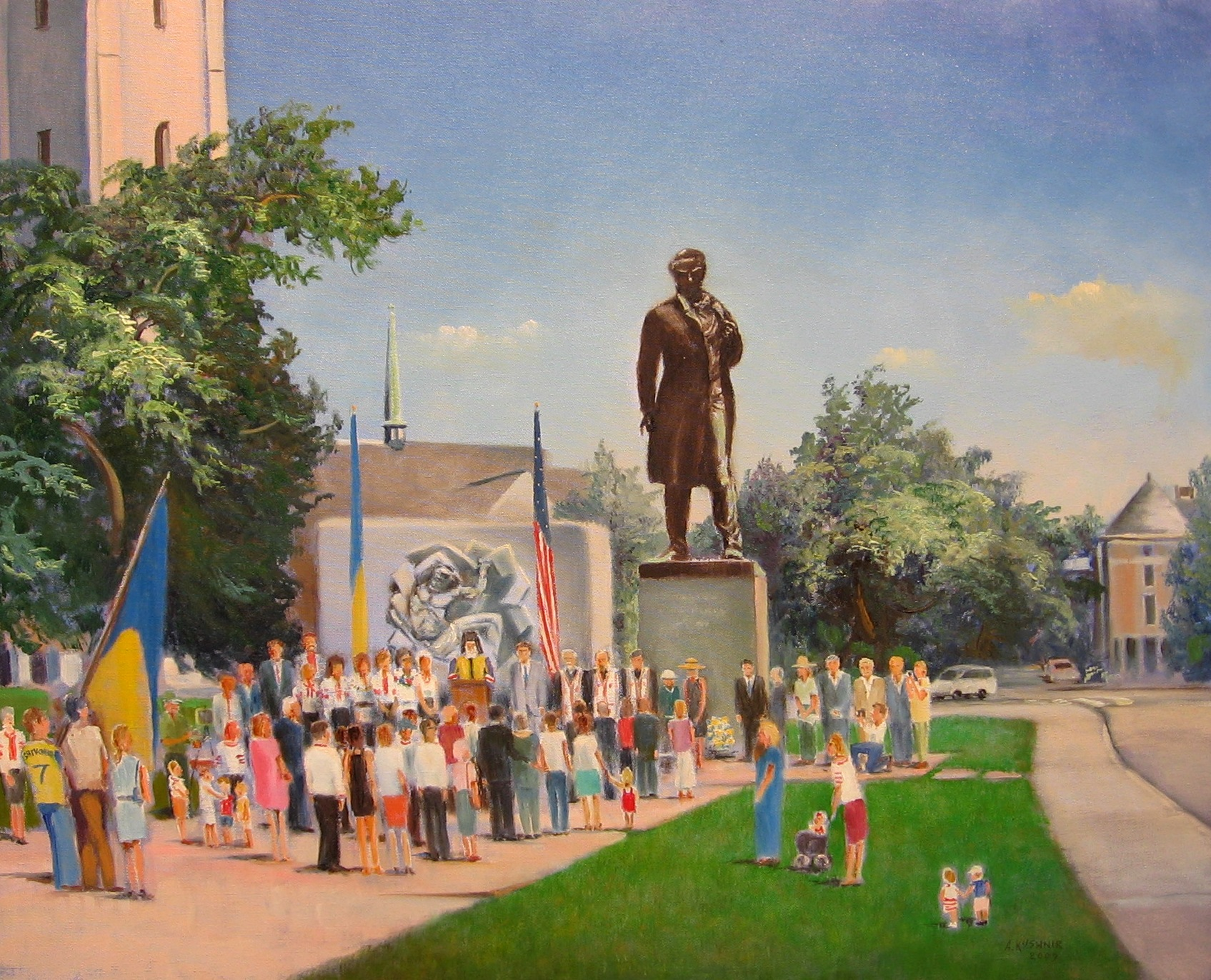
"Celebrating the 50th Anniversary of the Taras Shevchenko Monument,
Washington, DC", 20 x 24 Oil on Canvas, Andrei Kushnir. Collection:
Embassy of Ukraine, Washington, DC.

Роботи Андрія Кушніра були показані в конкурсних виставках по всій території Сполучених Штатів.
На початку 21 століття, Андрій Кушнір разом з художницею Мішель Мартін Тейлор організовує художні галереї на Манхеттені, Нью-Йорк та Еллікотт-Сіті, Меріленд, де вони виставляють власні твори й твори інших американських художників середньої ланки.

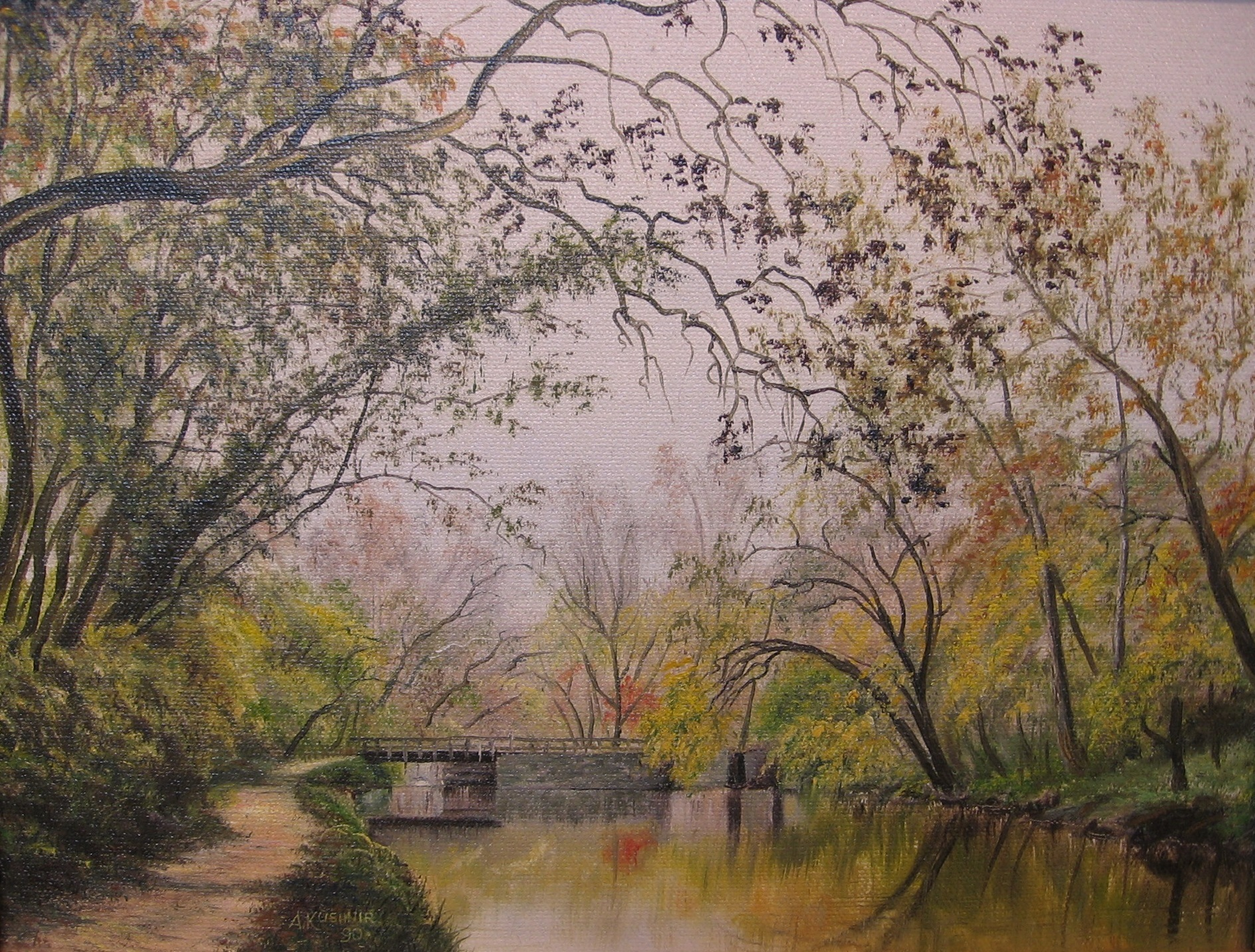
"Autumn, 1990", Andrіi Kushnir.

У 2006 році Андрій Кушнір відкрив студію і галерею у Вашингтоні, округ Колумбія, де він виставляв власні роботи, а також інших американських художників, з якими він особисто працював.
Андрію Кушніру сприяла мальовнича краса річки Потомак протягом всієї своєї кар'єри як художника. Він був засновником школи художників річки Потомак, яка організовувала виставки для групи в музеї «Sandy Spring», бібліотеці Американського університету та «Американській картинній галереї образотворчого мистецтва», останні два у Вашингтоні, округ Колумбія.
Музей «The Sandy Spring», Сенді Спрінг, Меріленд, опублікував ілюстрований каталог про групу Кушніра зі спілки художників річки Потомак.
Андрію Кушніру також було присвячено дві власні виставки живопису річки Потомак, «My River» і «River Visions».
Його картина «Potomac Riverscape», отримала премію «Juror’s Choice Award» на «The 1st Biennial Maryland Regional Juried Art Exhibition», представленої від Університетського коледжу штату Меріленд, 2011 р.
Художник працював з 2004–2015 рр., малюючи пленер ландшафтів по всій долині Шенандоа, штат Вірджинія, у тому числі суб'єктів історичного, культурного, а також мальовничого значення.
Кульмінацією цього проєкту є публікація «Oh, Shenandoah», George F. Thompson Publishing, Staunton, VA, in association with The Museum of the Shenandoah Valley and Shenandoah University, Winchester, VA December 2016 p. Книга містить 263 авторських оригінальних картин історичної долини й річки Шенандоа. Сімдесят одна з цих картин була виставлена з 1 квітня по 11 вересня 2016 року в Музеї долини Шенандоа, Вінчестер, штат Вірджинія. Ця книга отримала позитивні відгуки, особливо за автентичність  презентації долини Шенандоа та її людей. У травні-червні 2017 року в Галереї образотворчого мистецтва Джеймса Медісона в Харрісонбурзі, штат Вірджинія, відбулася виставка 150 картин з Ога, Шенандоа.

## Публікації
Публікації присвячені художнім творам Андрія Кушніра включно з «C&O Canal» and «Potomac River». 

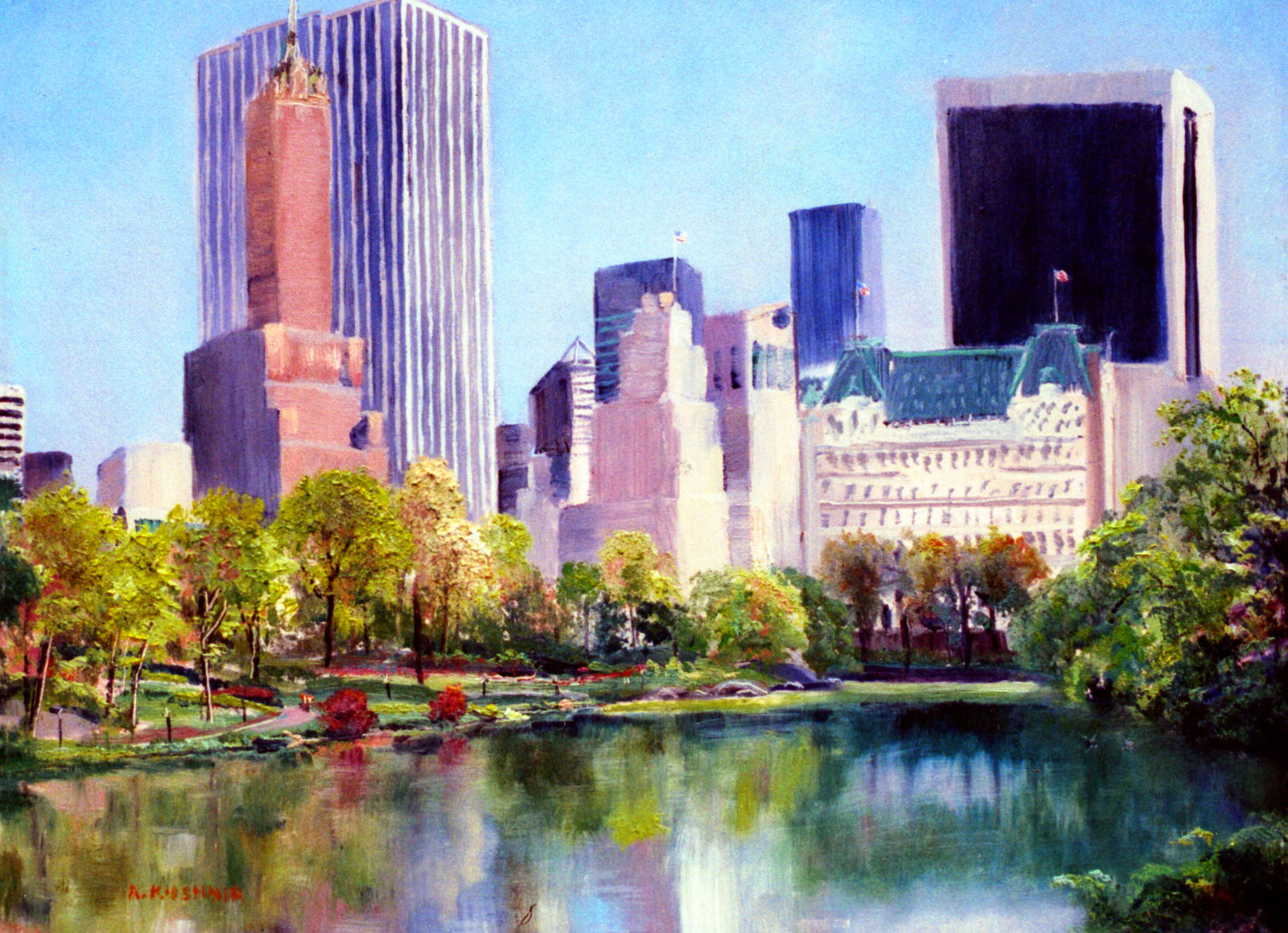
"New York, from Central Park", Andrei Kushnir

## Колекції
Роботи художника знаходяться в постійних колекціях U.S. Coast Guard, District of Columbia’s Commission of Arts & Humanities, University of Maryland University College, MD, Museum of Florida’s Art and Culture, Avon Park, FL, Virginia Historical Society, Richmond, VA, The University Club, Washington, DC and Presidents of the United States and Ukraine. 

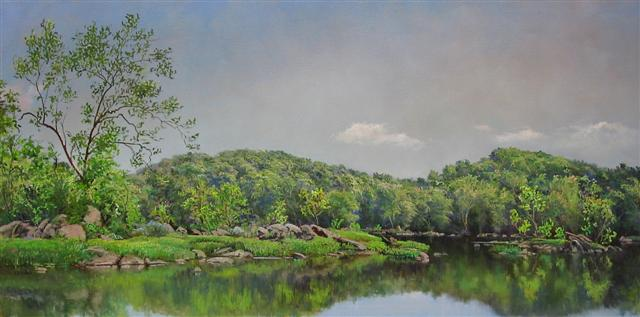
"Potomac Riverscape", Andrei Kushnir

## Визнання
Кушнір був названий «Істинним художником пленеру».
Він відомий своєю здатністю відтворювати «почуття місця».

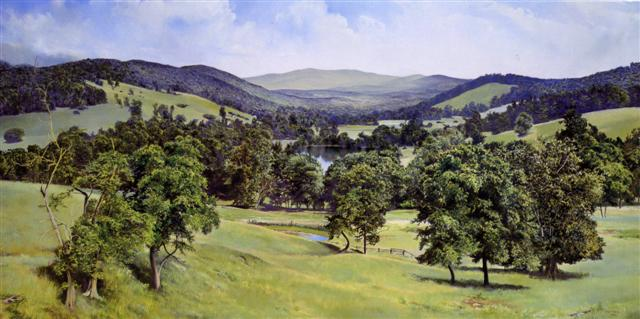
"Sky Meadows", Andrei Kushnir

Мистецтвознавець штату Вашингтон заявив: «око Андрія Кушніра було його вчителем», «пейзажисти, як Андрій Кушнір ... повертаються до землі, яка була колись і дорого тримаються за неї».
Андрій Кушнір був першим художником, який за життя був обраним для персональної художньої виставки у Virginia Historical Society (VHS).
Virginia Historical Society опублікувало спеціальну монографію для цієї виставки, з нарисом Lora Robins Curator of Art, Вільяма Расмусена.
Агентство США «Голос Америки», відзняло відеоновини про художника та його виставку і транслювати їх в Україну та інші європейські країни у 2004 р.
У 2008 р. Кушнірові портрети важливих українських американців були виставлені як експонати на виставці про важливих осіб українського походження у світовій історії в Українському домі, в Києві, Україна.
Андрій Кушнір був згаданий у публікаціях Охорони природи, пов'язаних з роллю художника в захисті природних ресурсів.